# Liste der Monuments historiques in Merdrignac
Die Liste der Monuments historiques in Merdrignac führt die Monuments historiques in der französischen Gemeinde Merdrignac auf.

## Liste der Bauwerke
| Bezeichnung           | Beschreibung                          | Standort | Kennzeichnung | Schutzstatus | Datum | Bild           |
| --------------------- | ------------------------------------- | -------- | ------------- | ------------ | ----- | -------------- |
| Manoir du Vieux Bourg | Herrenhaus, erbaut im 17. Jahrhundert | (Lage)   | PA00089762    | Inscrit      | 1990  | weitere Bilder |

## Liste der Objekte

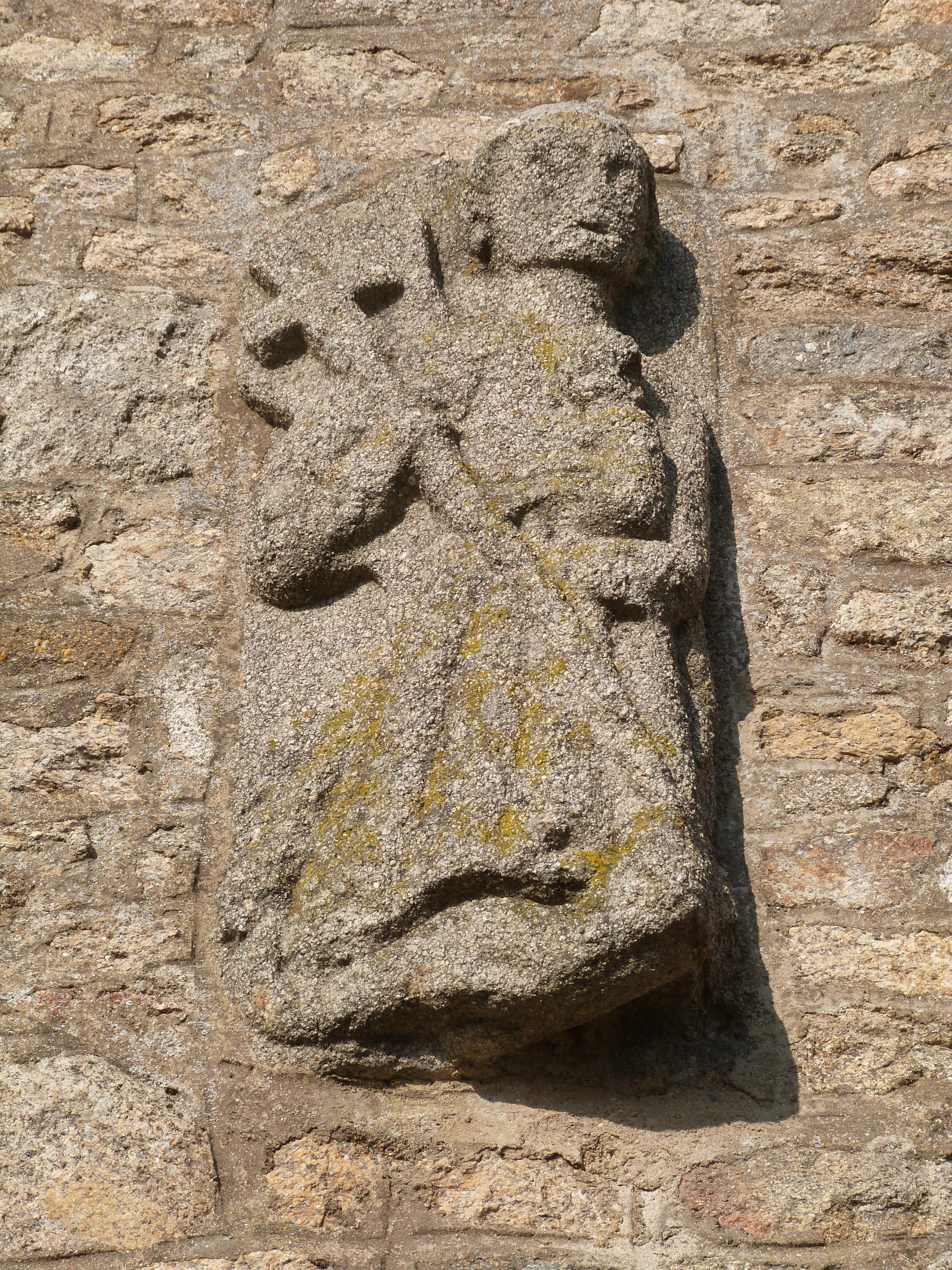
Relief eines Heiligen (15. Jahrhundert) an der Kirche Ste-Madeleine

- Monuments historiques (Objekte) in Merdrignac in der Base Palissy des französischen Kultusministeriums